# 马善乐
嘉祿-若瑟-安日納·德·馬澤諾（Charles-Joseph-Eugene de Mazenod，1782年8月1日—1861年5月21日），漢名马善乐，是一位法国天主教神父。8岁时，法国大革命发生，全家被迫逃亡，無法帶走家族可观的财富。故此，他们在意大利逃亡时，非常贫穷，四处流浪。20岁那年，他回到法国，成为一名神父。马善乐创立了无玷圣母献主会。最初专注于在大革命之后重建法国的教会。他们的工作很快向外传播，尤其是加拿大。马善乐于1837年被任命为马赛主教，1851年升为总主教。1975年10月19日，由 保禄六世宣福，并于1995年12月3日由若望保禄二世封圣。他的瞻礼日是5月21日。

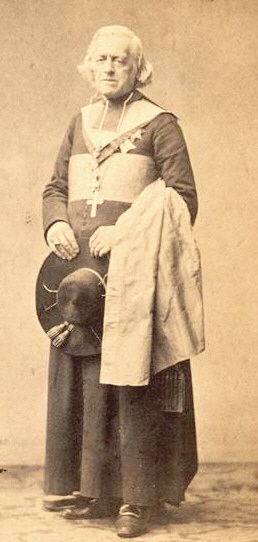
马善乐主教